# 全國產業總工會
全國產業總工會，簡稱全產總，在2000年五一勞動節當天獲中華民國政府承認成為全國性工會組織，相對於戒嚴時期已經有的中華民國全國總工會（全總，由政府控制），是台灣第一個自主且合法的全國性工會組織，宗旨為強化工人的團結並持續積極推動各項修法及立法工作，旗下成員有高雄市產業總工會、宜蘭縣產業總工會、中華郵政工會、臺灣石油工會、中華電信工會、臺灣電力工會、臺灣菸酒公司工會聯合會、臺灣自來水公司企業工會等三十二個勞工團體。

## 簡介
蔣經國政府宣告解嚴後，台灣勞工運動蓬勃發展。自1994年台北縣產業總工會成立後，各縣市產業工會相繼成立，並與國公營事業工會合作，籌組全國性的產業工會組織，1997年底成立了「全國產業總工會推動籌備委員會」。1998年及1999年5月1日，全產總籌備會均發動過大規模五一勞動節遊行。2000年爭取到十八大產業工會的結盟，並在五一勞動節當天舉行成立大會。

## 分裂
陳水扁政府執政時期，由於全產總成員相繼被招攬進入政府公職體系，全產總在「雙週84工時」等議題上立場全失，甚至放任民主進步黨介入理事長選舉，理事長亦不乏民進黨新潮流系成員（例如黃清賢、盧天麟即是新潮流系成員）。全產總部份成員擔心全產總有被民進黨收編的跡象，於是陸續退出，並於2007年另外籌組「團結工聯」。
工運人士林子文以秋鬥為主題的世新大學社會發展研究所碩士班學位論文《秋鬥——台灣勞工運動的儀式性集體行動》記載，自主工運前輩們對於2000年全產總過於依附民進黨而最終失去抗爭性，有非常多的批判，因此產生「對於各政黨的等距原則」的理念。但對於與勞動黨與人民民主當黨之間關係仍見於論文內。

## 所屬會員工會
- 高雄市產業總工會（页面存档备份，存于）
- 宜蘭縣產業總工會
- 苗栗縣產業總工會
- 新竹縣產業總工會
- 台中市產業總工會
- 大同公司關係企業工會（页面存档备份，存于）
- 台灣菸酒股份有限公司工會聯合會
- 第一商業銀行工會（页面存档备份，存于）
- 台灣電力工會
- 台灣企銀工會
- 華南金控工會（页面存档备份，存于）
- 合作金庫商業銀行企業工會（页面存档备份，存于）
- 台灣土地銀行企業工會
- 台灣石油工會（页面存档备份，存于）
- 中華航空公司企業工會
- 台灣自來水公司企業工會（页面存档备份，存于）
- 台糖公司工會聯合會
- 中華郵政工會
- 中國鋼鐵公司企業工會[永久]
- 中華電信工會
- 旭硝子顯示玻璃股份有限公司企業工會
- 臺鹽公司企業工會聯合會
- 臺北市教師職業工會（页面存档备份，存于）
- 臺灣諾華股份有限公司企業工會
- 臺灣銀行企業工會[永久]
- 新光合成纖維公司關係企業工會
- 桃園國際機場股份有限公司企業工會
- 新北市中央印製廠工會

## 外部連結
- 全國產業總工會（页面存档备份，存于）